# Stosatea iadrensis
Stosatea iadrensis är en mångfotingart som först beskrevs av Pregl 1883.  Stosatea iadrensis ingår i släktet Stosatea och familjen orangeridubbelfotingar. Inga underarter finns listade i Catalogue of Life.